# إبشادات
قرية إبشادات هي إحدى القرى التابعة لمركز ملوى بمحافظة المنيا في جمهورية مصر العربية. حسب إحصاءات سنة 2006، بلغ إجمالي السكان في إبشادات 21208 نسمة، منهم 10773 رجلا و10435 امرأة.